# گورستان اینولیت
گورستان اینولیت (به آلمانی: Invalidenfriedhof) یکی از قدیمی‌ترین گورستان‌های برلین است. این مکان آرامگاه سنتی نیروی زمینی پروس بوده‌است و یکی از مهم‌ترین یادبودهای تاریخ آلمان به حساب می‌آید.
این گورستان در سال ۱۷۴۸ به دستور فریدریش دوم، پادشاه پروس به عنوان محلی جهت به خاکسپاری کهنه‌سربازان زخم‌برداشته از جنگ جانشینی اتریش که نزدیکی این مکان سکونت داشتند، ایجاد گشت. فرمان سلطنتی سال ۱۸۲۴ این مکان را به شکل ویژه‌ای به نظامیان برجسته پروسی اختصاص داد. تا سال ۱۸۷۲ نزدیک به ۱۸ هزار خاکسپاری در این گورستان صورت پذیرفت. فرماندهان و افسران آلمانی متعددی از جنگ جهانی اول در مکان آرام گرفته‌اند. در دوره رایش سوم نیز خاکسپاری نظامیان بلندپایه در این گورستان ادامه پیدا کرد. پس از جنگ جهانی دوم، متفقین اقدام از میان بردن نمادهای دوره نازی‌ها از آن نمودند. این گورستان ماه مه سال ۱۹۵۱ توسط شورای شهر برلین شرقی جهت تعمیرات و جلوگیری از وارد آمدن آسیب بیشتر به آن، بر روی عموم بسته شد. با توجه به قرابت آن به دیوار برلین، در طول دهه ۱۹۶۹ بیش از یک سوم آن جهت احداث برج دیده‌بانی، سربازخانه، راه و پارکینگ تخریب گردید. تعدادی از قبرها بر اثر برخورد گلوله‌های شلیک شده توسط سربازان محافظ دیوار آسیب دیدند. تخریب این گورستان در دهه ۱۹۷۰ شدت بیشتری گرفت اما با توجه به دفن شدن افرادی چون گرهارت فن شارنهورست در آن به عنوان مبارزان آزادی آلمان که ارتش ملی خلق آلمان شرقی خود را ادامه‌دهنده راه آن‌ها معرفی می‌نمود، از تخریب کامل گورستان جلوگیری شد. پس از اتحاد آلمان گورستان مورد محافظت قرار گرفت و کار احیای آن آغاز گردید.